# Sobrecarga progresiva
La sobrecarga progresiva es el aumento gradual del esfuerzo al que es sometido el cuerpo durante el entrenamiento físico.
Fue desarrollada por el médico Thomas Delorme, durante su labor de rehabilitar soldados después de la Segunda Guerra Mundial. La técnica está reconocida como principio fundamental para el éxito en varias formas de programas de entrenamiento de fuerza, incluyendo ejercicio físico, entrenamiento con pesas, entrenamiento de alta intensidad y programas de fisioterapia.

## Principios científicos
Un objetivo común en los programas de entrenamiento físico es aumentar o mantener la masa muscular o la fuerza. Para conseguir más fuerza, de manera diferente a cuando se busca mantener la fuerza actual, los músculos (véase músculos esqueléticos) necesitan ser esforzados de tal manera que se provoque la respuesta natural del cuerpo para adaptarse a las nuevas condiciones a las que es sometido.
La sobrecarga progresiva no solo estimula hipertrofia muscular, sino que también estimula el desarrollo de huesos, ligamentos, cartílagos y tendones, haciéndolos más fuertes y densos. La sobrecarga  progresiva también incrementa el flujo de sangre a las zonas del cuerpo que se ejercitan y estimula reacciones más rápidas en las conexiones nerviosas entre el cerebro y los músculos implicados.
En cambio, el uso disminuido de los músculos resulta en una reducción paulatina de masa y fuerza, conocidos como atrofia muscular (ver atrofia muscular y atrofia). Las personas que llevan un estilo de vida sedentario a menudo pierden alrededor de una libra o más de músculo por año.
La pérdida de 10 libras del músculo por década es una consecuencia de un estilo de vida sedentario. El proceso adaptativo del cuerpo humano solo responderá si es continuamente llamado a ejercer fuerzas mayores para cumplir con demandas fisiológicas cada vez más altas.

## Metodología
Para minimizar daño y maximizar resultados, se comienza en un nivel cómodo de intensidad muscular y se avanza hacia sobrecargar de los músculos a lo largo del curso del programa de ejercicio. La sobrecarga progresiva requiere de un aumento gradual en volumen, intensidad, frecuencia o tiempo para conseguir el objetivo deseado. En este contexto, el volumen y la intensidad están definidos como sigue:
- El volumen es el número total  de las repeticiones multiplicadas por la resistencia utilizada en periodos concretos de tiempo.
- La intensidad es el valor de porcentaje  de capacidad funcional máxima, o expresado como el porcentaje máximo de repetición.

Los resultados de esta técnica son beneficios grandes en fuerza física y crecimiento muscular, pero  hay límites. Un exceso de entrenamiento puede dirigir al problema de sobre entrenamiento. El sobre entrenamiento es la disminución en el rendimiento durante el transcurso de un programa de ejercicio, a menudo acompañado por un riesgo aumentado de enfermedad o lesión y falta de motivación. Para ayudar evitar este problema, la técnica de periodización deportiva puede ser aplicada. Esta se refiere a planificar tiempos adecuados de recuperación entre sesiones de entrenamiento, y generar variedad de los ejercicios en el transcurso del entrenamiento a largo plazo. La motivación puede ser mantenida al evitar la monotonía de repetir rutinas de idénticas de ejercicios.